# Denis Hulme

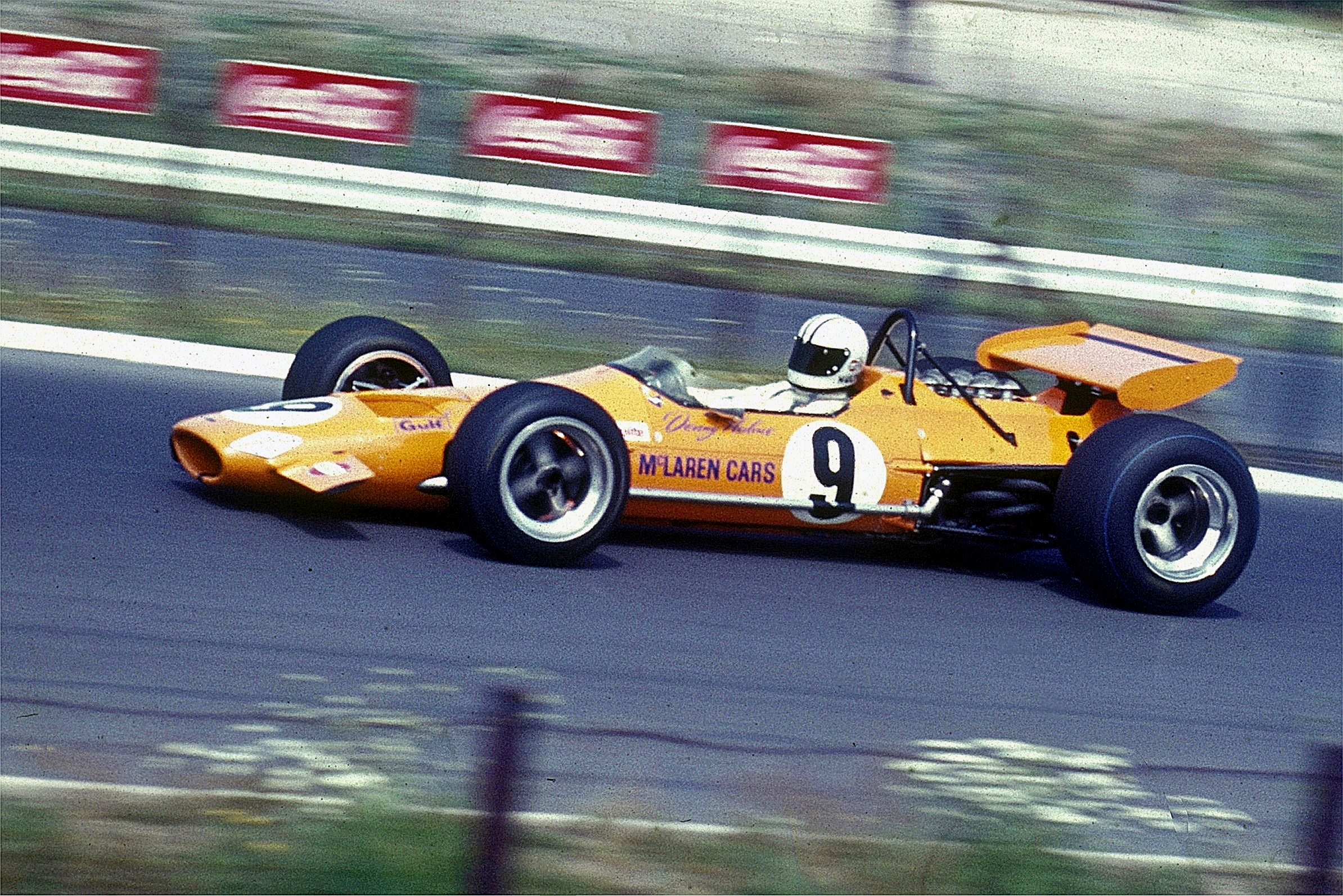
Denis Hulme auf dem Nürburgring 1969

Denis Clive „Denny“ Hulme (* 18. Juni 1936 in Nelson; † 4. Oktober 1992 in Bathurst, Australien) war ein neuseeländischer Automobilrennfahrer. Höhepunkt seiner Karriere war der Gewinn der Formel-1-Weltmeisterschaft 1967 für den Brabham-Rennstall.

## Karriere
Nach Anfängen mit seriennahen Sportwagen von MG begann 1959 Hulmes Karriere als professioneller Rennfahrer mit einem Zweiliter-Cooper-Climax. Ab 1960 fuhr er in der europäischen Formel 2. Es folgten Rennen mit einem Cooper-BMC-Formel-Junior und eine Anstellung als Mechaniker und Testfahrer bei Jack Brabham. An Weihnachten 1962 gewann Hulme mit einem Brabham-Rennwagen das Formel-Junior-Rennen von Brands Hatch.
1964 fuhr Hulme mit Jack Brabham in der wiedereingeführten Formel 2 und gewann in Clermont-Ferrand und Zolder. Zum Ende der Saison wurde er hinter Jack Brabham Zweiter in der französischen Formel-2-Meisterschaft. Er nahm an insgesamt zwölf Formel-2-Rennen teil, bei denen er außer den beiden Siegen sechsmal den zweiten Platz belegte.
Beim 500-km-Rennen auf dem Nürburgring 1964 fuhr er erstmals in Deutschland. Auf einem Honda S600 mit rund 630 cm³ Hubraum gewann er trotz schlechtem Start die Gran-Turismo-Klasse bis 1000 cm³ mit einem Durchschnitt von 106,3 km/h und belegte Platz 13 im Gesamtklassement.

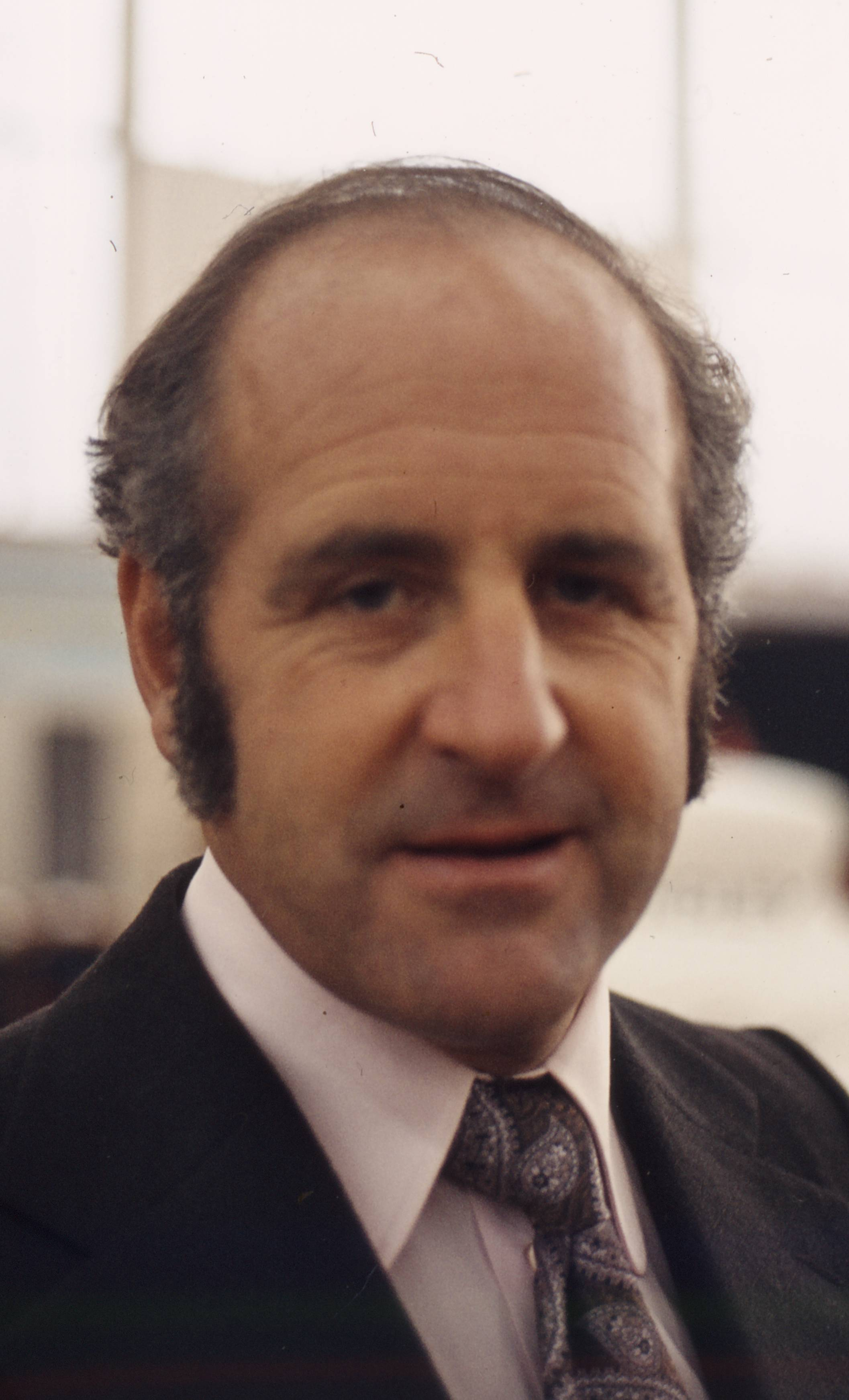
Denis Hulme bei der Essen Motor Show, 1973

Hulmes Formel-1-Karriere begann im Jahr 1965 im Team Brabham, dem letzten Jahr der 1,5-Liter-Formel. Er erzielte in dieser Saison fünf Weltmeisterschaftspunkte. 1967 gewann er auf Brabham die Formel-1-Weltmeisterschaft. 1968 wechselte er zu McLaren, nachdem er bereits 1967 in der CanAm mit einem McLaren M6A gefahren war und gleich die ersten drei Rennen der Serie gewonnen hatte. Hulme nahm an insgesamt 112 Grand-Prix-Rennen teil, von denen er acht gewann. 
Neben der Formel 1 fuhr Hulme von 1967 bis 1971 die 500 Meilen von Indianapolis, wobei er in den ersten beiden Jahren jeweils Vierter wurde. Den dritten Platz verfehlte er 1968 mit einem Eagle-Ford nur um 5 Sekunden. Am erfolgreichsten war Hulme im zweisitzigen Sportwagen und insbesondere in der CanAm-Serie, in der er 21 Rennen von 1966 bis 1972 gewann und zweimal Meister wurde. Sein größter Erfolg in Le Mans war 1966 der zweite Platz im Gesamtklassement mit einem Ford GT 40 Mk. II zusammen mit Ken Miles.
1974 gab Hulme seine Rennfahrerkarriere zunächst auf, kehrte jedoch Mitte der 1980er-Jahre wieder als Tourenwagenfahrer in den Motorsport zurück. Unter anderem fuhr er 1986 in der Tourenwagen-Europameisterschaft einen Rover Vitesse von Tom Walkinshaw, mit dem er den Lauf in Silverstone gewann.
Hulme erlitt am 4. Oktober 1992 während eines Tourenwagenrennens („Tooheys 1000 Meilen“) auf dem Mount Panorama Circuit in einem BMW M3 einen Herzinfarkt. Es gelang ihm noch, den Wagen anzuhalten. Als Streckenposten den Wagen erreichten, war Denis Hulme bereits gestorben.

## Privates
Hulmes Vater, der Victoria-Kreuz-Träger Clive Hulme, betrieb nach seiner Zeit im Zweiten Weltkrieg in Te Puke eine Vertretung für Traktoren und ein Transportgeschäft. Denis Hulme arbeitete als Jugendlicher und junger Erwachsener in einem Betrieb, der jegliches technische Gerät reparierte. Seine ersten Rennen fuhr er 1957 als 21-Jähriger mit einem MG TF 1500, den ihm sein Vater geschenkt hatte. 1964 heiratete Denis Hulme. Seine Frau und er bekamen zwei Kinder; der Sohn verunglückte 1980 beim Schwimmen tödlich.

## Oldtimer-Grand-Prix 1989 mit Denis Hulme

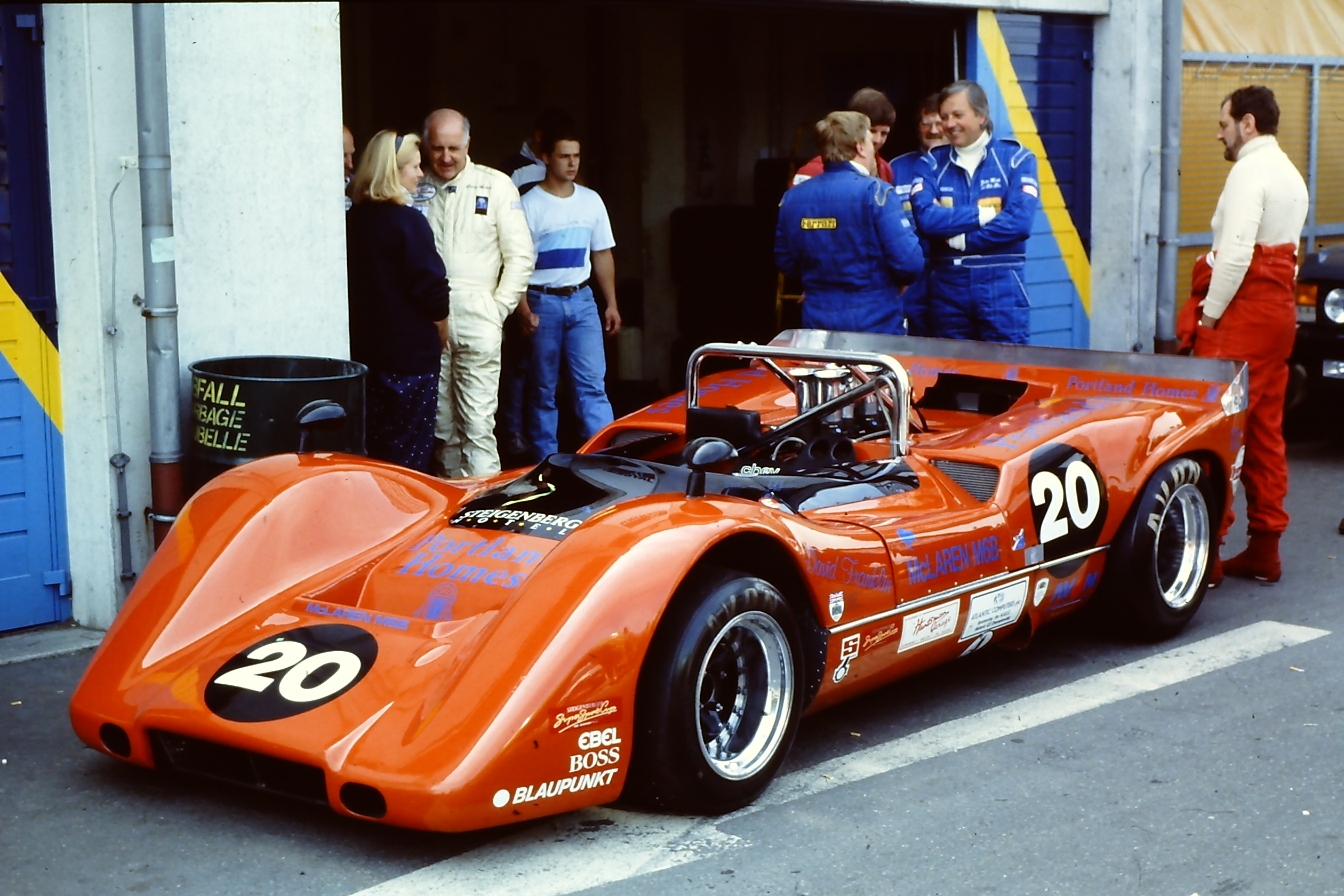
Denis Hulme (Zweiter von links) …
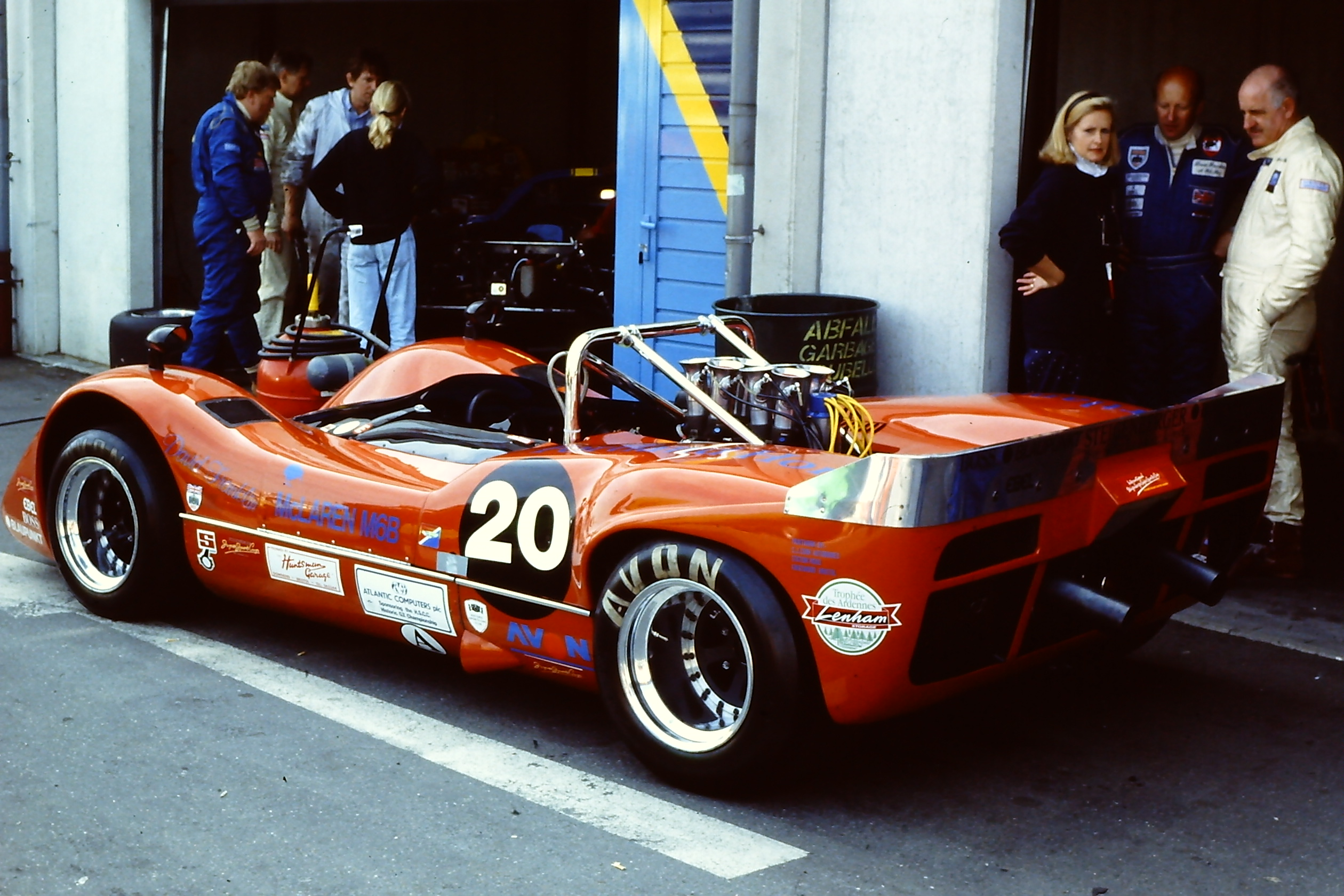
… und der McLaren M6A

## Statistik

### Statistik in der Automobil-Weltmeisterschaft
Diese Statistik umfasst alle Teilnahmen des Fahrers an der Automobil-Weltmeisterschaft, die heutzutage als Formel-1-Weltmeisterschaft bezeichnet wird.

#### Grand-Prix-Siege
| - 1967 Großer Preis von Monaco (Monte Carlo) - 1967 Großer Preis von Deutschland (Nürburg) - 1968 Großer Preis von Italien (Monza) - 1968 Großer Preis von Kanada (Mont-Tremblant) | - 1969 Großer Preis von Mexiko (Mexiko-Stadt) - 1972 Großer Preis von Südafrika (Kyalami) - 1973 Großer Preis von Schweden (Anderstorp) - 1974 Großer Preis von Argentinien (Buenos Aires) |

#### Gesamtübersicht
| Saison | Team                        | Chassis      | Motor                | Rennen | Siege | Zweiter | Dritter | Poles | schn. Rennrunden | Punkte | WM-Pos. |
| ------ | --------------------------- | ------------ | -------------------- | ------ | ----- | ------- | ------- | ----- | ---------------- | ------ | ------- |
| 1965   | Brabham Racing Organisation | Brabham BT7  | Climax 1.5 V8        | 2      | −     | −       | −       | −     | −                | 5      | 11.     |
| 1965   | Brabham Racing Organisation | Brabham BT11 | Climax 1.5 V8        | 4      | −     | −       | −       | −     | −                | 5      | 11.     |
| 1966   | Brabham Racing Organisation | Brabham BT11 | Climax 2.8 L4        | 2      | −     | −       | −       | −     | −                | 18     | 4.      |
| 1966   | Brabham Racing Organisation | Brabham BT20 | Repco 3.0 V8         | 7      | −     | 1       | 3       | −     | 1                | 18     | 4.      |
| 1967   | Brabham Racing Organisation | Brabham BT20 | Repco 3.0 V8         | 3      | 1     | −       | 1       | −     | 1                | 51     | 1.      |
| 1967   | Brabham Racing Organisation | Brabham BT19 | Repco 3.0 V8         | 1      | −     | −       | −       | −     | −                | 51     | 1.      |
| 1967   | Brabham Racing Organisation | Brabham BT24 | Repco 3.0 V8         | 7      | 1     | 3       | 2       | −     | 1                | 51     | 1.      |
| 1968   | Bruce McLaren Motor Racing  | McLaren M5A  | BRM 3.0 V12          | 1      | −     | −       | −       | −     | −                | 33     | 3.      |
| 1968   | Bruce McLaren Motor Racing  | McLaren M7A  | Ford-Cosworth 3.0 V8 | 11     | 2     | 1       | −       | −     | −                | 33     | 3.      |
| 1969   | Bruce McLaren Motor Racing  | McLaren M7A  | Ford-Cosworth 3.0 V8 | 11     | 1     | −       | 1       | −     | −                | 20     | 6.      |
| 1970   | Bruce McLaren Motor Racing  | McLaren M14A | Ford-Cosworth 3.0 V8 | 11     | −     | 1       | 3       | −     | −                | 27     | 4.      |
| 1971   | Bruce McLaren Motor Racing  | McLaren M19A | Ford-Cosworth 3.0 V8 | 10     | −     | −       | −       | −     | 1                | 9      | 13.     |
| 1972   | Yardley Team McLaren        | McLaren M19A | Ford-Cosworth 3.0 V8 | 3      | 1     | 1       | −       | −     | −                | 39     | 3.      |
| 1972   | Yardley Team McLaren        | McLaren M19C | Ford-Cosworth 3.0 V8 | 9      | −     | 1       | 4       | −     | 1                | 39     | 3.      |
| 1973   | Yardley Team McLaren        | McLaren M19C | Ford-Cosworth 3.0 V8 | 2      | −     | −       | 1       | −     | 1                | 26     | 6.      |
| 1973   | Yardley Team McLaren        | McLaren M23  | Ford-Cosworth 3.0 V8 | 13     | 1     | −       | 1       | 1     | 2                | 26     | 6.      |
| 1974   | Bruce McLaren Motor Racing  | McLaren M23  | Ford-Cosworth 3.0 V8 | 15     | 1     | 1       | −       | −     | 1                | 20     | 7.      |
| Gesamt | Gesamt                      | Gesamt       | Gesamt               | 112    | 8     | 9       | 16      | 1     | 9                | 248    |         |

#### Einzelergebnisse
| Saison | 1   | 2   | 3   | 4   | 5   | 6   | 7   | 8   | 9   | 10  | 11  | 12 | 13 | 14  | 15 |
| ------ | --- | --- | --- | --- | --- | --- | --- | --- | --- | --- | --- | -- | -- | --- | -- |
| 1965   |     |     |     |     |     |     |     |     |     |     |     |    |    |     |    |
|        | 8   |     | 4   | DNF | 5   | DNF | DNF |     |     |     |     |    |    |     |    |
| 1966   |     |     |     |     |     |     |     |     |     |     |     |    |    |     |    |
| DNF    | DNF | 3   | 2   | DNF | DNF | 3   | DNF | 3   |     |     |     |    |    |     |    |
| 1967   |     |     |     |     |     |     |     |     |     |     |     |    |    |     |    |
| 4      | 1   | 3   | DNF | 2   | 2   | 1   | 2   | DNF | 3   | 3   |     |    |    |     |    |
| 1968   |     |     |     |     |     |     |     |     |     |     |     |    |    |     |    |
| 5      | 2   | 5   | DNF | DNF | 5   | 4   | 7   | 1   | 1   | DNF | DNF |    |    |     |    |
| 1969   |     |     |     |     |     |     |     |     |     |     |     |    |    |     |    |
| 3      | 4   | 6   | 4   | 8   | DNF | DNF | 7   | DNF | DNF | 1   |     |    |    |     |    |
| 1970   |     |     |     |     |     |     |     |     |     |     |     |    |    |     |    |
| 2      | DNF | 4   |     |     | 4   | 3   | 3   | DNF | 4   | DNF | 7   | 3  |    |     |    |
| 1971   |     |     |     |     |     |     |     |     |     |     |     |    |    |     |    |
| 6      | 5   | 4   | 12  | DNF | DNF | DNF | DNF |     | 4   | DNF |     |    |    |     |    |
| 1972   |     |     |     |     |     |     |     |     |     |     |     |    |    |     |    |
| 2      | 1   | DNF | 15  | 3   | 7   | 5   | DNF | 2   | 3   | 3   | 3   |    |    |     |    |
| 1973   |     |     |     |     |     |     |     |     |     |     |     |    |    |     |    |
| 5      | 3   | 5   | 6   | 7   | 6   | 1   | 8   | 3   | DNF | 12  | 8   | 15 | 12 | 4   |    |
| 1974   |     |     |     |     |     |     |     |     |     |     |     |    |    |     |    |
| 1      | 12  | 9   | 6   | 6   | DNF | DNF | DNF | 6   | 7   | DNF | 2   | 6  | 6  | DNF |    |

| Legende  | Legende            | Legende                                                          |
| Farbe    | Abkürzung          | Bedeutung                                                        |
| -------- | ------------------ | ---------------------------------------------------------------- |
| Gold     | –                  | Sieg                                                             |
| Silber   | –                  | 2. Platz                                                         |
| Bronze   | –                  | 3. Platz                                                         |
| Grün     | –                  | Platzierung in den Punkten                                       |
| Blau     | –                  | Klassifiziert außerhalb der Punkteränge                          |
| Violett  | DNF                | Rennen nicht beendet (did not finish)                            |
| Violett  | NC                 | nicht klassifiziert (not classified)                             |
| Rot      | DNQ                | nicht qualifiziert (did not qualify)                             |
| Rot      | DNPQ               | in Vorqualifikation gescheitert (did not pre-qualify)            |
| Schwarz  | DSQ                | disqualifiziert (disqualified)                                   |
| Weiß     | DNS                | nicht am Start (did not start)                                   |
| Weiß     | WD                 | zurückgezogen (withdrawn)                                        |
| Hellblau | PO                 | nur am Training teilgenommen (practiced only)                    |
| Hellblau | TD                 | Freitags-Testfahrer (test driver)                                |
| ohne     | DNP                | nicht am Training teilgenommen (did not practice)                |
| ohne     | INJ                | verletzt oder krank (injured)                                    |
| ohne     | EX                 | ausgeschlossen (excluded)                                        |
| ohne     | DNA                | nicht erschienen (did not arrive)                                |
| ohne     | C                  | Rennen abgesagt (cancelled)                                      |
| ohne     | keine WM-Teilnahme |                                                                  |
| sonstige | P/fett             | Pole-Position                                                    |
| sonstige | 1/2/3/4/5/6/7/8    | Punktplatzierung im Sprint-/Qualifikationsrennen                 |
| sonstige | SR/kursiv          | Schnellste Rennrunde                                             |
| sonstige | *                  | nicht im Ziel, aufgrund der zurückgelegten Distanz aber gewertet |
| sonstige | ()                 | Streichresultate                                                 |
| sonstige | unterstrichen      | Führender in der Gesamtwertung                                   |

### Le-Mans-Ergebnisse
| Jahr | Team                 | Fahrzeug         | Teamkollege  | Platzierung             | Ausfallgrund |
| ---- | -------------------- | ---------------- | ------------ | ----------------------- | ------------ |
| 1961 | Abarth et Cie        | Fiat-Abarth 850S | Angus Hyslop | Rang 14 und Klassensieg |              |
| 1966 | Shelby American Inc. | Ford GT40        | Ken Miles    | Rang 2                  |              |
| 1967 | Holman & Moody       | Ford GT40 Mk.IV  | Lloyd Ruby   | Ausfall                 | Unfall       |

### Einzelergebnisse in der Sportwagen-Weltmeisterschaft
| Saison | Team                                              | Rennwagen               | 1   | 2   | 3   | 4   | 5   | 6   | 7   | 8   | 9   | 10  | 11  | 12  | 13  | 14  | 15  | 16  | 17  | 18  | 19  | 20  |
| ------ | ------------------------------------------------- | ----------------------- | --- | --- | --- | --- | --- | --- | --- | --- | --- | --- | --- | --- | --- | --- | --- | --- | --- | --- | --- | --- |
| 1961   | Abarth                                            | Fiat-Abarth 850         | SEB | TAR | NÜR | LEM | PES |     |     |     |     |     |     |     |     |     |     |     |     |     |     |     |
| 1961   | Abarth                                            | Fiat-Abarth 850         | 14  |     |     |     |     |     |     |     |     |     |     |     |     |     |     |     |     |     |     |     |
| 1964   | Team Elite Jack Brabham                           | Brabham BT8 Honda S600  | DAY | SEB | TAR | MON | SPA | CON | NÜR | ROS | LEM | REI | FRE | CCE | RTT | SIM | NÜR | MON | TDF | BRI | BRI | PAR |
| 1964   | Team Elite Jack Brabham                           | Brabham BT8 Honda S600  |     |     |     |     |     |     |     |     |     |     |     |     | DNF |     | 13  |     |     |     |     |     |
| 1965   | Sid Taylor Racing                                 | Brabham BT8             | DAY | SEB | BOL | MON | MON | RTT | TAR | SPA | NÜR | MUG | ROS | LEM | REI | BOZ | FRE | CCE | OVI | NÜR | BRI | BRI |
| 1965   | Sid Taylor Racing                                 | Brabham BT8             |     |     | 1   |     |     |     |     |     |     |     |     |     |     |     |     |     |     |     |     |     |
| 1966   | Team Chamaco Collect Carroll Shelby International | Ferrari 250LM Ford GT40 | DAY | SEB | MON | TAR | SPA | NÜR | LEM | MUG | CCE | HOK | SIM | NÜR | ZEL |     |     |     |     |     |     |     |
| 1966   | Team Chamaco Collect Carroll Shelby International | Ferrari 250LM Ford GT40 | DNF |     |     |     |     |     | 2   |     |     |     |     |     |     |     |     |     |     |     |     |     |
| 1967   | Holman & Moody Sid Taylor Racing Denis Hulme      | Ford GT40 Lola T70      | DAY | SEB | MON | SPA | TAR | NÜR | LEM | HOK | MUG | BRH | CCE | ZEL | OVI | NÜR |     |     |     |     |     |     |
| 1967   | Holman & Moody Sid Taylor Racing Denis Hulme      | Ford GT40 Lola T70      | DNF |     |     |     |     |     | DNF |     |     | DNF |     | DNF |     |     |     |     |     |     |     |     |
| 1969   | Sidney Taylor                                     | Lola T70                | DAY | SEB | BRH | MON | TAR | SPA | NÜR | LEM | WAT | ZEL |     |     |     |     |     |     |     |     |     |     |
| 1969   | Sidney Taylor                                     | Lola T70                | DNF |     |     |     |     |     |     |     |     |     |     |     |     |     |     |     |     |     |     |     |
| 1970   | Porsche Holding Porsche Audi Division             | Porsche 917             | DAY | SEB | BRH | MON | TAR | SPA | NÜR | LEM | WAT | ZEL |     |     |     |     |     |     |     |     |     |     |
| 1970   | Porsche Holding Porsche Audi Division             | Porsche 917             |     |     | 2   |     |     |     |     |     | 4   |     |     |     |     |     |     |     |     |     |     |     |